# Gitte
La Gitte ou Gite est une rivière française, qui coule en région Grand Est, dans le département des Vosges. C'est un affluent du Madon en rive droite, donc un sous-affluent du Rhin par le Madon, puis par la Moselle.

## Géographie
La longueur de son cours d'eau est de 22,2 km.
Elle naît dans les collines de la Vôge, au sud du département et se dirige globalement vers le nord-ouest. Son principal affluent est le Robert qu'elle reçoit en rive droite en amont de Racécourt. La Gitte se jette dans le Madon au niveau de la localité de Velotte.

### Communes et cantons traversés
Dans le seul département des Vosges, la Gitte traverse les dix communes suivantes, de Harol, Dommartin-aux-Bois, Damas-et-Bettegney, Gorhey, Hennecourt, Madonne-et-Lamerey, Dompaire, Racecourt, Velotte-et-Tatignecourt, Hymont.

### Bassin versant
La Gitte traverse quatre zones hydrographiques A523, A524, A525, A526, pour une superficie totale de 387 km2,.

## Affluents
La Gitte a sept affluents référencés :
- le ru Julot, avec un affluent :
  - le ruisseau de Desainchamp,
- le ruisseau de Damas-et-Bettegney
- le ruisseau de l'Atre,
- le ruisseau des Preys,
- le ruisseau de Fays,
- le ruisseau de Chenimont,
- le ruisseau le Robert (rd[note 2]), 11,2 km avec onze affluents et de rang de Strahler trois[3]

### Rang de Strahler
Donc le rang de Strahler de la Gitte est de quatre.

## Hydrologie
La Gitte est une rivière petite, mais relativement abondante, comme tous les cours d'eau issus de la partie sud de la région Lorraine. Son régime hydrologique est dit pluvial.

### La Gitte à Velotte-et-Tatignécourt
Son débit a été observé sur une période de 28 ans (1980-2007), à Velotte-et-Tatignécourt, à 273 m d'altitude, localité du département des Vosges située au niveau de son confluent avec le Madon. Le bassin versant de la rivière est de 114 km2.
Le module de la rivière à Velotte-et-Tatignécourt est de 1,47 m3/s.
La Gitte présente des fluctuations saisonnières de débit importantes, comme bien souvent en Lorraine, avec des crues d'hiver portant le débit mensuel moyen à un niveau allant de 2,22 à 2,68 m3/s, de décembre à mars inclus (avec un maximum en décembre et janvier), et des basses eaux d'été, de fin juin à septembre inclus, avec une baisse du débit moyen mensuel jusqu'au débit d'étiage de 0,333 m3/s au mois d'août. Mais il existe des oscillations de débit bien plus prononcées sur de plus courtes périodes.

### Étiage ou basses eaux
À l'étiage, le VCN3 peut chuter jusque 0,14 m3/s, en cas de période quinquennale sèche, ce qui est relativement bas, mais normal sur le plateau lorrain.

### Crues
Les crues peuvent être très importantes. Ainsi le débit instantané maximal enregistré a été de 46,5 m3/s le 3 octobre 2006, tandis que la valeur journalière maximale était de 29,4 m3/s le 25 mai 1983. Ces chiffres ne paraissent pas élevés à première vue, mais il s'agit d'un petit bassin de 114 km2, et que proportionnellement ils sont plus importants que ceux de la Meurthe par exemple. Le QIX 10 est de 32 m3/s, le QIX 20 de 36 m3 et le QIX 50 de 41 m3/s. Les QIX 2 et QIX 5 valent quant à eux respectivement 22 et 28 m3/s. D'où il ressort que les crues d'octobre 2006 étaient plus que cinquantennales, et donc presque exceptionnelles.

### Lame d'eau et débit spécifique
La Gitte est une petite rivière abondante, alimentée par des précipitations elles aussi abondantes, dans la région du massif de la Vôge notamment. La lame d'eau écoulée dans son bassin versant est de 409 millimètres annuellement, ce qui est assez élevé, supérieur à la moyenne d'ensemble de la France, mais un peu inférieur à la moyenne de la totalité du bassin français de la Moselle (445 millimètres par an à Hauconcourt, en aval de Metz). Le débit spécifique (ou Qsp) de la rivière atteint 12,9 litres par seconde et par kilomètre carré de bassin.